# Quinton Fortune
Quinton Fortune (ur. 21 maja 1977 w Kapsztadzie) – południowoafrykański piłkarz.

## Życiorys
Quinton Fortune opuścił RPA w wieku 14 lat, aby spróbować szczęścia za granicą. Trafił do południowej Anglii, a konkretnie do Tottenham Hotspur. Jego pobyt juniorski nie przyniósł jednak przedłużenia kontraktu na profesjonalny. Wtedy przeniósł się do RCD Mallorca, a następnie do Atlético Madryt.
Tam zwrócił na siebie uwagę selekcjonera reprezentacji RPA i dostał szansę debiutu w meczu z Kenią we wrześniu 1996 roku. Następnym wielkim krokiem w karierze było powołanie na MŚ 1998 we Francji, gdzie Fortune rozegrał trzy spotkania.
Grając w pomocy, był porównywany do stylu gry Ryana Giggsa. 21 sierpnia 1999 roku przeszedł do Manchesteru United za 1,5 mln funtów. Quinton zdobył wielu fanów w pierwszym sezonie w United, pokazując swoje umiejętności w grze ofensywnej. Cztery gole dla „Czerwonych Diabłów” w sześciu występach to świetny wyczyn.
Na arenie międzynarodowej pomógł RPA w dojściu do półfinału Afrykańskiego Pucharu Narodów, gdzie jego drużyna została pokonana przez Nigerię.
"Quinny” został powołany na Mistrzostwa Świata 2002, gdzie był jedną z gwiazd RPA. Jego akcje stwarzały szanse snajperom, a on sam strzelił bramkę z rzutu karnego w końcówce zremisowanego meczu z Paragwajem. Porażka z Hiszpanią wykluczyła ich jednak z dalszej gry w turnieju.
Quinton otrzymał wiele pochwalnych opinii za swoją grę. Mówiło się nawet o jego transferze do Japonii lub Włoch.
Pokusy gry we Włoszech nie zadziałały na Fortune'a i niebawem podpisał nowy, 3-letni kontrakt z United. W kolejnym sezonie rozegrał tylko dziewięć spotkań, ponieważ złamał nogę w meczu przeciwko Liverpool F.C. rozgrywanym 1 grudnia 2002 roku. Zabrakło mu jednego występu, aby osiągnąć minimum pozwalające cieszyć się ze zdobytego mistrzostwa Anglii.
W pierwszej połowie sezonu 2003/2004 stał się podstawowym piłkarzem i grał regularnie w pierwszym składzie aż w 33 meczach. Znów jednak doznał kontuzji i dla niego sezon skończył się już w marcu. W sezonie 2006/2007 był piłkarzem Boltonu Wanderers. 6 października 2008 podpisał kontrakt z drużyną włoskiej Serie B - Brescią Calcio. Następnie trafił do AFC Tubize, z którym spadł z Eerste Klasse do Tweede klasse, po czym przeniósł się za darmo do Doncaster Rovers, w którym występował przez sezon.